# Arrugada
Arrugada (лат.) — род прыгающих полужесткокрылых насекомых из семейства цикадок (Cicadellidae).

## Описание
Обитают в Неотропичческой области: Боливия и Перу. Среднего размера цикадки. Голова с выступом. Жилкование крыльев полное. Макросетальная формула задних бёдер равна 2+2+1. Экология не изучена.

## Классификация
Обладают сходством с Aphrodinae и Deltocephalinae. Рассматриваются либо в составе монотипического семейства Arrugadinae или трибы Arrugadini в составе подсемейства Deltocephalinae. В составе рода 4 вида.
- Arrugada affinis Osborn, 1924
- Arrugada breviceps Linnavuori & DeLong, 1978
- Arrugada linnavuorii Zahniser & Dietrich, 2013
- Arrugada rugosa Osborn, 1924